# خادیژنسک
شهر خادیژنسک (به روسی: Хадыженск) در کشور روسیه و در کرای کراسنودار واقع شده‌است.